# Languevoisin-Quiquery
Languevoisin-Quiquery település Franciaországban, Somme megyében. Lakosainak száma 193 fő (2022. január 1.). Languevoisin-Quiquery Nesle, Billancourt, Breuil, Cressy-Omencourt, Hombleux, Moyencourt és Rouy-le-Petit községekkel határos.

## Népesség
A település népességének változása:
| Lakosok száma | 192  | 186  | 196  | 195  | 200  | 196  | 194  | 193  | 193  |
|               | 2013 | 2015 | 2016 | 2017 | 2018 | 2019 | 2020 | 2021 | 2022 |